# Trávicí soustava

Schéma trávicí soustava člověka

Trávicí soustava, také trávicí nebo gastrointestinální trakt, je soustava orgánů, které se podílejí na příjmu, zpracování a vylučování potravy.

## Třídění
Trávicí soustava se vyskytuje u většiny živočichů, postrádáme ji (primárně) pouze u těch nejjednodušších (např. houbovci) nebo sekundárně u některých specializovaných parazitů. Tito se vyživují osmotrofně. Většina živočichů však trávicí soustavu má. Houbovci mají pouhou centrální dutinu (spongocoel) se stěnou tvořenou choanocyty.
U ostatních živočichů vzniká buď trávicí dutina (slepá, přijímací otvor je zároveň otvorem vyvrhovacím), nebo Močová trubice mokrá (začíná přijímacím otvorem (ústy) a končí vyvrhovacím otvorem).
- trávicí dutina – neprůchozí – slepá (v tom případě je přijímací otvor zároveň otvorem vyvrhovacím); obvykle se nazývá láčka, nebo, pokud je rozvětvená a plní zároveň funkci cévní soustavy, tzv. gastrovaskulární soustava.
- trávicí trubice – průchozí, tj. začíná přijímacím otvorem (ústy) a končí vyvrhovacím otvorem (řiť, kloaka atd.)